# Sinoxylon senegalense
Sinoxylon senegalense is een keversoort uit de familie boorkevers (Bostrichidae). De wetenschappelijke naam van de soort is voor het eerst geldig gepubliceerd in 1881 door Karsch.